# Yuki Ishida
Yuki Ishida (født 4. november 1980) er en tidligere japansk fodboldspiller.
Han har spillet for flere forskellige klubber i sin karriere, herunder Shonan Bellmare og Tokushima Vortis.